# Jennie Lew Tugend
Jennie Lew Tugend ist eine US-amerikanische Filmproduzentin und Schauspielerin.

## Leben
Ab Mitte der 1980er Jahre trat Tugend zunächst in kleineren Rolle als Schauspielerin in Erscheinung. Seit 1987 ist sie in erster Linie in verschiedenen Positionen als Film- und Fernsehproduzentin aktiv.
Sie ist mit James Tugend verheiratet.

## Filmografie

### Als Produzentin
- 1987: Lethal Weapon – Zwei stahlharte Profis (Lethal Weapon)
- 1988: Die Geister, die ich rief … (Scrooged)
- 1989: Brennpunkt L.A. (Lethal Weapon 2)
- 1991–1992: Geschichten aus der Gruft (Tales from the Cryptkeeper & New Tales from the Cryptkeeper, Fernsehserie, 27 Folgen)
- 1992: Flug ins Abenteuer (Radio Flyer)
- 1992: Brennpunkt L.A. – Die Profis sind zurück (Lethal Weapon 3)
- 1993: Free Willy – Ruf der Freiheit (Free Willy)
- 1995: Free Willy 2 – Freiheit in Gefahr (Free Willy 2: The Adventure Home)
- 1997: Free Willy 3 – Die Rettung (Free Willy 3: The Rescue)
- 1997: Star Kid
- 2000: Zurück zu Dir (Return to Me)
- 2002: Local Boys
- 2006–2007: Masters of Horror (Fernsehserie, 2 Folgen)
- 2008: Ein tödlicher Anruf (One Missed Call)
- 2011: Straight Forward (Dokumentation)

### Als Schauspielerin
- 1985: Die Goonies (The Goonies)
- 1988: Die Geister, die ich rief … (Scrooged)
- 1998: Lethal Weapon 4
- 2000: Zurück zu Dir (Return to Me)